# Віктор Нуар

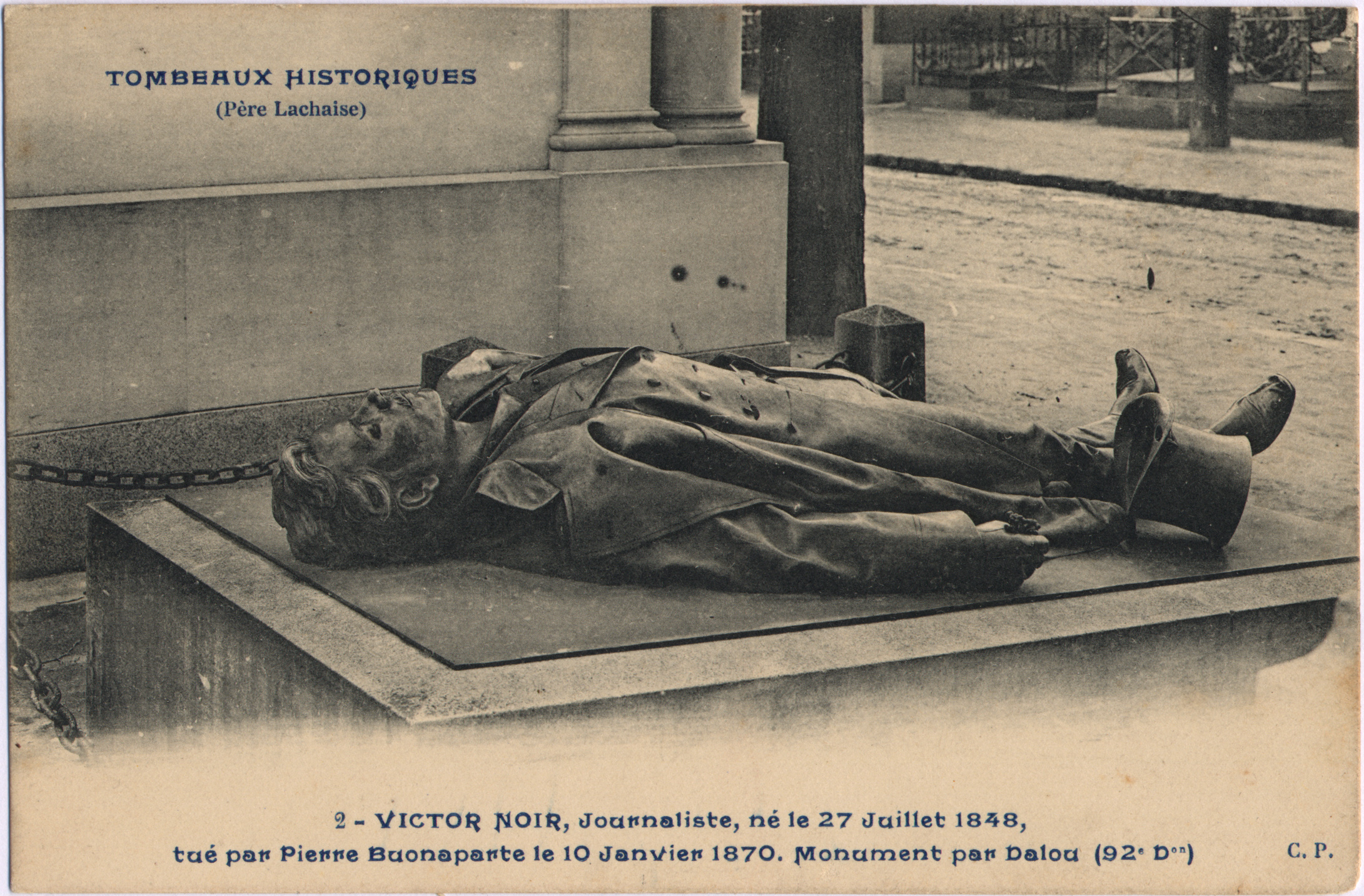
Надгробок Віктора Нуара роботи Жуля Далу

Вікто́р Нуа́р (фр. Victor Noir; справжнє прізвище Іван Салмон (фр. Yvan Salmon); нар. 27 липня 1848 Аттіньї (Вогези) — пом. 10 січня 1870, Париж), французький журналіст, який став відомим після загибелі, яка мала політичні наслідки.
Його було застрелено в Парижі 10 січня 1870 року принцом П'єром Наполеоном Бонапартом, племінником Наполеона III, без будь-яких пояснень, коли Нуар виконував обов'язки секунданта опозиційного видавця Анрі Рошфора. Це викликало обурення громадськості та посилило незадоволення династією Бонапартів. Його могила на кладовищі Пер-Лашез стала місцям масового відвідання.